# 王范 (1925年)
王范（1925年8月—），黑龙江汤原人，中华人民共和国政治人物。

## 生平
中国民主建国会会员。1942年，毕业于佳木斯师范学校。曾任佳木斯市小学教员。1948年，到哈尔滨市松花江隆昌牙刷厂当电工、职员。1953年，任私营联营力研电机厂经理，1956年公私合营后，任厂长。1961年至1983年，任哈尔滨市小型电机厂厂长，哈尔滨市第二电机厂副厂长，哈尔滨市机械工业局销售公司副经理。1983年后，任民建哈尔滨市委会副主委兼秘书长，黑龙江省工商联副主委、全国工商联执行委员。是第七届全国政协委员。